# Ramularia lamiicola
Ramularia lamiicola C. Massal.  – gatunek grzybów z klasy Dothideomycetes. Grzyb mikroskopijny, fitopatogen pasożytujący na roślinach z rodzaju jasnota (Lamium).

## Systematyka i nazewnictwo
Pozycja w klasyfikacji według Index Fungorum: Ramularia, Mycosphaerellaceae, Capnodiales, Dothideomycetidae, Dothideomycetes, Pezizomycotina, Ascomycota, Fungi.
Gatunek ten opisał Caro Benigno Massalongo w 1890 r. na żywych liściach jasnoty białej we Włoszech
Ramularia lamiicola znana jest w niektórych krajach Europy. W piśmiennictwie polskim jest uważana za synonim Ramularia lamii Fuckel, jednak według Index Fungorum są to odrębne gatunki.